# Narcotic Sound & Christian D
Narcotic Sound & Christian D a fost un proiect românesc de muzică dance și house, înființat în anul 2008. Din structura proiectului au făcut parte doi artiști: Marius Mirică (Narcotic Sound, născut la data de 22 mai 1985 în Brașov, România) și Cristian Dumitrescu (Christian D, născut la data de 28 octombrie 1982 în Constanța, România). 
Fondatorul, compozitorul și producătorul proiectului este Marius Mirică, iar vocalul este Christian D, unul dintre componenții fostei trupe dance Refflex.
Prima producție semnată Narcotic Sound a apărut în anul 2008 și s-a numit Suena, însă prima piesă cu care au cucerit topurile muzicale de specialitate atât la nivel național, cât și internațional a fost Mamasita, lansată în anul 2010.

## Istoric
Mamasita, piesa cu care au reușit să atragă atenția publicului și au atins culmile succesului, a ajuns pe primele locuri în clasamentele radio și tv din Romania, Rusia și CIS, Spania, Ucraina, Bulgaria, Israel, Italia, Suedia, Danemarca, Norvegia, Finlanda și Islanda. Melodia a cumulat pe YouTube un număr de peste 10 milioane de vizualizări. Conform monitorizărilor efectuate de Media Forest, Mamasita a primit titulatura de hit al verii 2010.
În anul 2011, Narcotic Sound & Christian D au câștigat cu piesa Dança Bonito trofeul Romanian Top Hits, în cadrul evenimentului desfășurat la Bacău, România. De asemenea, emisiunea Confidențial (Antena 2) a înmânat proiectului premiul special pentru Cea mai bună piesă a anului 2011.

## Discografie

### Piese
- Lambada Loca (Rework 2011)
- Poesia de Amor (2011)
- Dança Bonito (2011)
- Mamasita (2010)
- Hope (2009)
- Suena (2008)
- Labirint de Sentimente (2014)
- ALE (2015)
- Cum Crezi - feat. Junior High (2015)
- Venga (2017)

### Videoclipuri
- Dança Bonito (2011)
- Mamasita (2010)
- Vai (2012)
- Labirint de Sentimente (2014)
- ALE (2015)
- Venga (2017)